# 클라렌스 애슐리

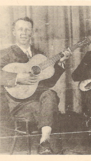

클라렌스 "톰" 애슐리(Clarence "Tom" Ashley, 1895년 9월 29일 ~ 1967년 6월 2일)는 남부 애팔래치아 산악지방의 전통적인 스타일로 부르는 민요가수이다. 노령에도 불구하고 노래를 계속하였으며, 그 담박한 맛으로 민요 애호가의 인기가 높았다. 악기는 밴조와 기타이다. 테네시주의 브리스토우에서 태어나, 1911년에 지방 순회중인 메디신 쇼에 참가, 1925년에는 캐롤라이나 터 힐즈라는 그룹을 만들어 실연(實演) 및 레코드 취입으로 활약하기 시작하였다. 그러나 1940년대에 들어서자 차차 인기가 하락, 한때는 거의 잊혀진 존재가 되고 말았으나, 1960년에 랠프 린슬러에게 재발견되어 민요가수로서 다시 경력을 쌓다가 1967년에 사망하였다.